# 2000 à la télévision
| Années de la télévision : 1997 - 1998 - 1999 - 2000 - 2001 - 2002 - 2003    |
| Décennies de la télévision : 1970 - 1980 - 1990 - 2000 - 2010 - 2020 - 2030 |

Cet article présente les faits marquants de l'année 2000 à la télévision.

## Évènements
- 4 mars : le groupe Charmed remporte le Melodi Grand Prix avec la chanson My Heart Goes Boom (parolier Tore Madsen, compositeur Morten Henriksen).
- 9 avril : la chaîne américaine CBS diffuse un téléfilm tourné en direct sur la guerre froide, Point limite, avec une pléiade de grands acteurs américains
- 2 juillet : Victoire de la France à l'Euro de football contre l'Italie 2-1 après prolongations et but en or de David Trezeguet.
- 2 août : La Cinquième est intégrée au groupe France Télévisions.
- 15 décembre :  Naissance de La Chaine TiJi.

## Émissions
- 22 janvier : NRJ Music Awards (TF1)
- 28 janvier : C'est quoi l'amour ? (TF1)
- 3 juillet : Qui veut gagner des millions ? (TF1)
- 3 juillet : Morning Live (M6)
- 3 septembre : Sept à huit (TF1)
- 19 septembre : On a tout essayé (France 2)
- 6 octobre : On ne peut pas plaire à tout le monde (France 3)

## Documentaires
- Les Cités perdues des Mayas par Jean-Claude Lubtchansky sur Arte
- Champollion : Un scribe pour l’Égypte par Jean-Claude Lubtchansky sur Arte

## Séries télévisées
- 3 janvier : TF1 diffuse pour la première fois sur les chaînes hertzienne la série Pokémon, dans le cadre de l'émission TFou.
- 5 août : TF1 diffuse la mini-série Shining.
- 17 septembre : Diffusion de la Saison 1 de New york Unité Spéciale sur TF1

## Feuilletons télévisés
- 10 mars : TF1 diffuse le dernier épisode du feuilleton américain Melrose Place.

## Audiences
- 2 juillet : Meilleure audience de l'année avec la finale de l'Euro 2000 (France / Italie) sur TF1 avec 21 440 860 millions de téléspectateurs et 77.5 % de part de marché.

### Sept d'or(France)
- Meilleur téléfilm : L'Institutrice, TF1
- Meilleure série ou feuilleton : Une famille formidable, TF1
- Meilleur réalisateur de fiction : Nadine Trintignant, France 2
- Meilleur auteur ou scénariste de fiction : Laurent Cantet et Gilles Marchand, Arte
- Meilleur comédien de fiction : Pierre Mondy, TF1
- Meilleure comédienne de fiction : Mimie Mathy, TF1
- Meilleur présentateur de journal télévisé : Rachid Arhab et Carole Gaessler, France 2
- Meilleure émission d'information ou reportage : Zone interdite, M6
- Meilleure émission de société : Ça se discute, France 2
- Meilleure émission de divertissement : Le Plus Grand Cabaret du monde, France 2
- Meilleure émission musicale : Taratata, France 2
- Meilleure émission de jeu : Le Bigdil, TF1
- Meilleur documentaire unitaire : Sur la terre des dinosaures, France 3
- Meilleure série documentaire : Strip-tease, France 3
- Meilleure émission culturelle : Tout le monde en parle, France 2
- Meilleur magazine de découverte, d'aventure et d'évasion : Faut pas rêver, France 3
- Meilleure émission éducative : Les Écrans du savoir, La Cinquième
- Meilleure émission spéciale : Enfoirés en 2000, France 2
- Meilleure émission d'animation et de jeunesse : Les Minikeums, France 3
- Meilleure émission de sport : Téléfoot, TF1
- Meilleur réalisateur d'émission : Gérard Pullicino, TF1
- Meilleur animateur : Patrick Sabatier, Monte Carlo TMC
- Meilleure animatrice : Véronika Loubry, MCM
- Meilleur nouveau programme : La Route, Canal Jimmy

## Principaux décès
- 18 avril : Garcimore, illusionniste et chanteur espagnol (° 16 novembre 1940).
- 21 mai : John Gielgud, acteur britannique (° 14 avril 1904).
- 18 septembre : Gilbert Carpentier, producteur français de télévision (° 20 mars 1920).